# 마고 바르카
마고 바르카(라틴어: Mago Barca, 기원전 243년 ~ 기원전 203년)는 하밀카르 바르카의 세 번째 아들이다.
기원전 218년 큰형 한니발의 원정에 따라나선 마고 바르카는 기원전 218년 12월에 있는 트레비아강 전투에서 매복군 2천명을 이끌어서 승리에 기여를 했다. 그 후 기원전 216년의 칸나이 전투후 수만명의 시신에서 빼낸 반지를 카르타고에 갔다준 후 기원전 215년 형이 있는 이탈리아 남부가 아닌 에스파냐에 있는 둘째 형 하스드루발 바르카를 지원하러 갔다. 그 후 기원전 206년 일리파 전투에서 7만명중 4천명만 살이남는 대패를 당한 후 아프리카로 피신한다. 기원전 204년 2만 2천명의 군사로 이탈리아에 상륙해서 형을 도와주러 갔으나 로마 대군의 총공격에 부상을 입고 제노바에 칩거한다. 그 후 스키피오 아프리카누스가 아프리카를 침공하자 형 한니발과 함께 그것을 방어하러 본국으로 귀환하나 기원전 203년 항해 도중 부상이 악화되어 30대 후반의 나이로 죽었다.